# Uniform Systems of Accounts for the Lodging Industry
Uniform Systems of Accounts for the Lodging Industry (Abkürzung USALI) ist ein standardisierter Kontenrahmen für das Hotel- und Gastgewerbe. Er geht zurück auf eine Initiative der Hotel Association of New York City aus dem Jahr 1926 und wurde seitdem mehrfach revisioniert. Aktuell liegt die 11. Fassung vom 1. Januar 2015 vor.

## Entwicklung
Im Jahr 1926 veröffentlichte die Hotel Association of New York City die erste Ausgabe des USALI. Ziel war die Einführung eines einheitlichen Kontenrahmens für die Hotellerie, die Veröffentlichung gilt als erster einheitlicher branchenbezogener Kontenrahmen einer Wirtschaftsbranche. Zu diesem Zweck wurde eine Unterorganisation namens The Hotel Accountants Association of New York City gebildet, aus der später die Hospitality Financial and Technology Professionals hervorgingen. 1961 wurde ein zweiter USALI speziell für kleine Hotels und Motels veröffentlicht, der 1979 und 1986 überarbeitet wurde. Im Jahr 1996 wurde dieser Standard mit dem ursprünglichen USALI zusammengeführt und als einheitlicher Standard veröffentlicht. Seitdem wird der USALI in regelmäßigen Abständen revisioniert.
Die deutschsprachige Fassung wurde erstmals im Jahr 2000 vom Deutschen Hotel- und Gaststättenverband in Kooperation mit Pannell Kerr Forster München unter dem Titel „Einheitliche Betriebsabrechnung. Die Erfolgssteuerung für Hotels“ veröffentlicht. Diese Fassung beruht auf der 9. Edition des USALI aus dem Jahr 1996 und bildet die Grundlage für die softwaremäßige Umsetzung des Standards durch Anbieter wie die DATEV.

## Inhalt
Zweck des USALI ist es, betriebswirtschaftliche Kennzahlen innerhalb der Hotel-Branche in regionaler, zeitlicher und betrieblicher Hinsicht vergleichbar zu machen. Die Darstellung erfolgt nach Profitcentern, die in diesem Kontext als Departments (dt. Abteilungen) bezeichnet werden. Neben Musterauswertungen bietet der Standard ein umfangreiches Verzeichnis aller in der Branche denkbaren Kosten mit der dazugehörenden Abteilung und dem Namen des entsprechenden Sachkontos. Er enthält zudem die Definition brancheneinheitlicher Kennzahlen wie Average Room Rate (ARR) oder Revenue per available room (RevPAR).